# Fédération nationale des éditeurs de films
La Fédération nationale des éditeurs de films (FNEF) est une union de syndicats professionnels du secteur de l'édition-distribution de films en France. Créée en 1945 sous le nom de Fédération nationale des distributeurs de films, elle vise à défendre et promouvoir les intérêts du secteur de la distribution de films. Les membres de la FNEF ont réalisé plus de 63 millions d’entrées dans les salles de cinéma en 2021 (sur un total annuel de 96 millions), soit environ 7 entrées sur 10.
La FNEF est une organisation affiliée au Bureau de liaison des industries cinématographiques (BLIC) dont elle assure le secrétariat général. Elle est également membre de la Fédération Internationale des Associations de Distributeurs et Editeurs de films (FIAD), qui représente les intérêts de la profession à l'échelle internationale.
Elle coorganise chaque année à Deauville la Journée des éditeurs de Films en partenariat avec la Fédération nationale des cinémas français (FNCF).
La FNEF est reconnue comme seule organisation professionnelle d'employeurs représentative dans le secteur de la distribution cinématographique par le Ministère du Travail.

## Organisation

### Adhérents
Les entreprises d'édition-distribution suivantes sont adhérentes à la FNEF : 
- Adav,
- Alba Films,
- Alfama Films,
- Apollo Films,
- ARP Selection,
- Art House Films,
- ASC Distribution,
- Bodega Films,
- Cineteve Distribution,
- Collectivision,
- Dissidenz Films,
- Dulac Distribution,
- Epicentre Films,
- Europacorp,
- Eurozoom,
- Facility Event,
- F.F.C.M,
- Film Distribution,
- Films Du Centre Et Du Leon,
- Films Sans Frontières,
- France Télévisions Distribution,
- France Vision Services,
- Gaumont,
- Gebeka Films,
- Golden Film International,
- Les Grands Films Classiques,
- KMBO,
- Metropolitan Filmexport,
- Mk2 Films,
- Moonlight Films Distribution
- Nour Films,
- Paname Distribution,
- Paramount Pictures France,
- Pathé Films,
- Saje Distribution,
- SND,
- Sonis,
- Sony Pictures Entertainment France,
- Studiocanal,
- Swank Films Distribution,
- Synergy Cinéma,
- TF1 Studio,
- Tandem,
- UGC Distribution,
- Universal Pictures International France,
- Warner Bros Discovery

### Présidents
- Nicolas Seydoux (Gaumont): 1988-1994
- Richard Pezet (Pathé Films): 1994-1997
- Fabienne Vonier (Pyramide Distribution) : 1997-1999
- Nicolas Seydoux (Gaumont) : 1999-2001
- Marin Karmitz (MK2 Films) : 2001-2006[8]

- Victor Hadida (Metropolitan Filmexport) : 2006- en cours[9]

### Délégués généraux
- Gilbert Grégoire : 1970-1997[10]
- Julie Lorimy : 2002-2019[1]
- Hélène Herschel : 2019- en cours[11]